# シオン (テレビ制作会社)
株式会社シオン（SION Co., LTD.）は、テレビ番組の制作会社である。30年以上のテレビ番組制作で培った技術で様々な企業へ「バラエティ化プロデュース」動画制作サービスを提供！YouTube制作配信、企業の映像制作配信など映像制作全般を取り扱っている。SNSなどのインターネット映像配信ではデジタルマーケティングも行う。クリエイターの育成も行なっている。

## 概略
テレビ番組の制作を中心に行っており、日本テレビの「ぐるぐるナインティナイン」「踊る!さんま御殿!!」「マツコ会議」、テレビ朝日「くりぃむクイズ ミラクル9」、TBS「マツコの知らない世界」など各局のゴールデン番組を数多く請負い、特にバラエティの制作を得意としている。また、過去には「アメトーーク!」や「嵐の宿題くん」などを手がけた。
東京キー局のみならずローカル局の番組制作にも携わっている。
また、近年はデジタルコンテンツ事業を立ち上げ、30年以上にわたるテレビ番組制作のノウハウを活かした「バラエティ化プロデュース」による動画制作サービスを提供！Yahoo!、meiji、小学館、ディズニー、東京海上日動、Paravi、Plala、Venture Bankなどの導入実績がある。
その他、Yahoo!動画コンサルティングやWOWOW生配信、小学館DIME・株式会社明治などの企業PR、YouTubeなど支援（制作・編集・運用）、CM、企業動画広告を広告代理店・一般企業へ提供。中国市場にも展開している。

## 会社概要

### 本社等の所在地
本社〒100-0006 東京都千代田区有楽町2丁目10-1 東京交通会館10階
北京事務所〒100028  中国・北京市広渠門外大街8号優士閣A-2109

### 役員
- 代表取締役会長 兼 社長：伊藤慎一[1]
- 取締役：岩本雅直、坂井康世、竹脇浩徳
- 常務執行役員：冨田大介[1]
- 上席執行役員：山口耕平、高橋正子
- 執行役員：菅沼明子、今泉哲也、本田学、田中亮
- 執行役員エグゼクティブプロデューサー：高家宏明

## 現在の制作作品

### テレビ番組
- ぐるぐるナインティナイン（日本テレビ/NNS系列　1995年4月-）[1]
- 踊る!さんま御殿!!（日本テレビ/NNS系列　1997年10月-）
- マツコ会議（日本テレビ/NNS系列　2015年10月-）
- スクール革命!（日本テレビ/NNS系列）
- THE突破ファイル（日本テレビ/NNS系列）
- くりぃむクイズ ミラクル9（テレビ朝日/ANN系列）
- マツコの知らない世界（TBS/JNN系列）
- タイチサン!（東海テレビ）
- 腹ペコ魔人のグルメな魔法 脂過多ブラ（東海テレビ/2022年7月7日-）
- ヤギと大悟（テレビ東京系列）

### 企業動画広告
- 株式会社明治「きのこの山・たけのこの里 国民大調査2020」Youtube特番[1]
- 小学館「DIMEトレンド大賞2020」youtube配信番組[1]
- Yahooニュースvoice　動画配信
- ひかりTVショッピング（三菱：除湿機サラリ編、ZITAN 編 ）
- ディズニー・チャンネル 特別番組「ミラキュラス!ミラクルバラエティ」
- ディズニー・チャンネル 特別番組「スター・ウォーズ」
- Paravi「リコレイのB→A　～垢抜けたら自分を好きになった～」
- AbemaTV「宮川大輔のちょい釣り」シリーズ第1～5弾
- WOWOWムロツヨシ「muro式.がくげいかい」トーク生配信
- WOWOW30周年生配信特番「夜会SP」
- ゴッホ展2019-2020公式CM

### twitterTV
- 生IKKO

### YouTube
- 吉本パロディチャンネル

### TikTok
- 岸博幸チャンネル

## 過去の制作作品

### テレビ番組
（凡例）太字：現在放映中また継続中（特番の場合）の番組・これから放映される番組。※クレジット表記なしの場合は制作派遣番組。

#### レギュラー番組
- 吉本印天然素材（日本テレビ　1991年10月-1994年3月）
- 発明将軍ダウンタウン（日本テレビ/NNS系列　1993年10月-1996年9月）
- ナイナイサイズ!（日本テレビ/NNS系列　2000年10月-2007年9月）
- Cの嵐!（日本テレビ　2002年7月-2003年6月）
- 雨上がり決死隊のトーク番組アメトーーク!（テレビ朝日/ANN系列　2003年4月-）
- Dの嵐!（日本テレビ　2003年7月-2005年9月）
- くりぃむしちゅーのたりらリラ〜ン（日本テレビ/NNS系列　2005年4月-2006年3月、バリューナイト枠）
- ミラクル☆シェイプ（日本テレビ　2005年10月-2007年9月）
- Gの嵐!（日本テレビ　2005年10月-2006年9月）
- くりぃむしちゅーのたりらリでイキます!!（日本テレビ/NNS系列　2006年7月-2009年3月）
- 嵐の宿題くん（日本テレビ/NNS系列　2006年10月-2010年3月、バリューナイト枠）
- みゅーじん（テレビ東京/TXN系列　2006年10月-2009年3月）
- カートゥンKAT-TUN（日本テレビ/NNS系列　2007年4月-2010年3月、バリューナイト枠）
- ささるぅ（日本テレビ　2007年10月-2008年3月）
- 99プラス（日本テレビ/NNS系列　2007年10月-2010年3月、バリューナイト枠）
- 時空間☆世代バトル 昭和×平成 SHOWはHey! Say!（日本テレビ　2008年4月-2009年3月）
- ニッポン縦断おかず発見!ルート88（中京テレビ放送|中京テレビ　2008年4月-2009年3月）
- LEADER'S HOW TO BOOK ジョーシマサイト（テレビ朝日　2008年4月-2009年9月）
- AKB48 ネ申テレビ シーズン1（ファミリー劇場、東北新社　2008年7月-10月）
- カウントダウン・ドキュメント 秒ヨミ!（中京テレビ　2009年4月-2010年3月）
- アイドルの穴2009〜日テレジェニックを探せ!〜（日本テレビ　2009年4月-6月）
- AKB48 ネ申テレビ シーズン2（ファミリー劇場、東北新社　2009年7月-9月）
- 日テレジェニックの穴（日本テレビ　2009年7月-9月）
- アイドル☆リーグ!（日本テレビ　2009年7月-）
- 愛のお悩み解決!シアワセ結婚相談所（日本テレビ　2009年9月-2010年6月）
- AKB48 ネ申テレビ シーズン3（ファミリー劇場、東北新社　2009年10月-12月）
- The 逆流リサーチャーズ（テレビ東京/TXN系列　2009年10月-2010年3月）
- 松岡修造の情熱チャージ 熱血!ホンキ応援団（テレビ朝日/ANN系列　2009年11月-2010年6月）
- 新・日本男児と中居（日本テレビ/NNS系列）
- 1億3千万人のエピソードバラエティー コレってアリですか?（日本テレビ/NNS系列　2010年4月-2011年9月）
- 不可思議探偵団（日本テレビ/NNS系列　2010年4月-9月）
- アイドルの穴2010〜日テレジェニックを探せ!〜（日本テレビ　2010年4月-6月）
- AKB48 ネ申テレビ シーズン4（ファミリー劇場、東北新社　2010年7月-9月）
- アイドルちん（日本テレビ　2010年7月-2011年1月）
- イメ×ドキ（日本テレビ　2010年8月-10月）
- AKB48 ネ申テレビ シーズン5（ファミリー劇場、東北新社　2010年10月-12月）
- アイドルの穴2011〜日テレジェニックを探せ!〜（日本テレビ　2011年4月-6月）
- AKB48 ネ申テレビ シーズン6（ファミリー劇場、東北新社　2011年4月-7月）
- ホントに知りたいアノ質問 バカなフリして聞いてみた（日本テレビ/NNS系列　2011年4月-9月、バリューナイト枠）
- AKB48 ネ申テレビ シーズン7（ファミリー劇場、東北新社　2011年7月-10月）
- ネプ&イモトの世界番付（日本テレビ/NNS系列　2011年10月-2016年3月）
- AKB48 ネ申テレビ シーズン8（ファミリー劇場、東北新社　2011年11月-2012年1月）
- 笑う!アメカン（日本テレビ　2012年1月-3月）
- くりぃむクイズ ミラクル9（テレビ朝日系列　2012年1月-）※
- AKB48 ネ申テレビ シーズン9（ファミリー劇場、東北新社　2012年3月-5月）
- アイドルの穴2012〜日テレジェニックを探せ!〜（日本テレビ　2012年4月-6月）
- みんなのアメカン（日本テレビ　2012年4月-8月）
- AKB48 ネ申テレビ シーズン10（ファミリー劇場、東北新社　2012年6月-9月）
- ようこそ!東池袋ヒマワリ荘（日本テレビ　2012年7月-9月）
- AKB48 ネ申テレビ シーズン11（ファミリー劇場、東北新社　2012年9月-11月）
- クイズ80（日本テレビ　2012年10月-12月）
- ナカイの窓（日本テレビ/NNS系列　2012年10月-、プラチナイト枠）
- 笑神様は突然に…（日本テレビ/NNS系列　2013年4月-2015年9月、1900枠）
- 大人旅スタイル（J:COM 2013年8月 - ）
- 日本全国ご自慢列島 ジマング（フジテレビ　2013年10月-2015年9月）
- スギるんです（テレビ東京　2014年3月）
- ドランクドラゴンのバカ売れ研究所!（TwellV 2014年11月-）
- E-girlsを真面目に考える会議（テレビ東京　2015年4月-6月）
- マツコとマツコ（日本テレビ/NNS系列　2015年4月-9月）
- 次世代アイドル発掘バラエティー 人気者になろう!（日本テレビ 2015年7月-9月）
- 愛され女と独身有田〜運命を変える婚活TV〜（日本テレビ　2015年10月-2016年9月）
- 潜入!ウワサの大家族（関西テレビ/FNN系列 2016年1月-3月）
- さよなら、フーテン人生〜フーテン達が自分を変える720時間山ごもり〜（日本テレビ　2016年10月-12月）
- 沼にハマってきいてみた（NHK Eテレ）[1]
- eスポLOVE（東海テレビ）
- 中居正広の金曜日のスマイルたちへ（TBS/JNN系列）

#### 単発・特別番組
- スーパー電波バザール 年越しジャンボ同窓会 ダウンタウンの裏番組をブッ飛ばせ!!（日本テレビ/NNS系列　1993年12月、大晦日特番）
- ダウンタウンの裏番組をブッ飛ばせ!!'94（日本テレビ/NNS系列　1994年10月）
- ダウンタウンの裏番組をブッ飛ばせ!!'94大晦日スペシャル（日本テレビ/NNS系列　1994年12月、大晦日特番）
- 裏番組をブッ飛ばせ!!'95大晦日スペシャル（日本テレビ/NNS系列　1995年12月、大晦日特番）
- 驚き!謎マネー100連発・世間を騒がすアノ値段一挙公開スペシャル（日本テレビ/NNS系列　2003年10月-2005年4月）
- 24時間テレビ 「愛は地球を救う」28　コーナー内（深夜ブロック）『懐かしの名番組 夜の同窓会SP』（日本テレビ/NNS系列　2005年8月）
- 志村&所の戦うお正月2006（テレビ朝日、ABC/ANN系列　2006年1月、正月特番）
- 24時間テレビ 「愛は地球を救う」29　コーナー内（深夜ブロック）『芸能人見られたくないお宝映像100連発〜超貴重映像が今夜限りの大量流出!!〜』（日本テレビ/NNS系列　2006年8月）
- 驚きの嵐!世紀の実験 学者も予測不可能SP（日本テレビ/NNS系列　2006年9月-2009年11月、全6回）
- 志村&所の戦うお正月2007（テレビ朝日、ABC/ANN系列　2007年1月、正月特番）
- キレイ（仮）（テレビ朝日　2007年6月-10月、全2回）
- 24時間テレビ 「愛は地球を救う」30　コーナー内（深夜ブロック）『ある意味人生が変わった瞬間100連発』（日本テレビ/NNS系列　2006年8月）
- 幹事さまぁ〜ず 女だらけの大新年会(生)アイドルいちご祭り2008（日本テレビ/NNS系列　2008年1月、正月特番）
- 志村&所の戦うお正月2008（テレビ朝日、ABC/ANN系列　2008年1月、正月特番）
- グッときた名場面BEST55（日本テレビ/NNS系列　2008年5月-2009年5月）
- 志村&所の戦うお正月2009（テレビ朝日、ABC/ANN系列　2009年1月、正月特番）
- 有名人が集まる結婚相談所（日本テレビ/NNS系列　2009年7月）
- 不可思議探偵団（日本テレビ　2009年11月、サタデーバリューフィーバー枠）
- 志村&所の戦うお正月2010（テレビ朝日、ABC/ANN系列　2010年1月、正月特番）
- 人気芸人と豪華女優がショート再現コント連発!キレてもいいですか?（日本テレビ/NNS系列　2010年1月）
- イメ×ドキ パイロット版（日本テレビ/NNS系列　2010年3月、バリューナイト枠）
- グッときた名場面BEST77（日本テレビ/NNS系列　2010年5月）
- 志村&所の戦うお正月2011（テレビ朝日、ABC/ANN系列　2011年1月、正月特番）
- バカなフリして聞いてみた パイロット版（日本テレビ　2011年2月、サタデーバリューフィーバー枠）
- グッときた名場面BEST51（日本テレビ/NNS系列　2011年5月）
- さんま&岡村のプレミアムトークショー 笑う!大宇宙スペシャル!!（日本テレビ/NNS系列　2011年9月）
- グッときた名場面BEST59（日本テレビ/NNS系列　2012年2月）
- さんま岡村の日本人なら選びたくなる二択ベスト50!SP!（日本テレビ/NNS系列　2012年5月）
- グッときた名場面BEST60（日本テレビ/NNS系列　2013年3月）
- 提案型バラエティー ヨロシクご検討ください!（日本テレビ/NNS系列　2014年10月-）
- ナインティナインのコツコツ人生館（東海テレビ/フジテレビ系全国ネット 2019年2月3日、2020年2月2日、2021年2月14日）
- 運搬千鳥〜それ、どうやって運ぶんじゃ？（東海テレビ/フジテレビ系全国ネット 2020年4月19日、2021年4月18日、2022年4月17日）
- ヤギと大悟（テレビ東京 2021年12月28日、2022年4月30日）

### CM
- KinKi Kids「G album -24/7-」スポット

### DVD
- リアクションの殿堂（イーネット・フロンティア）

### PV
- 熊木杏里「今は昔」
- jealkb「恋傷」
- jealkb「julia」

### インターネット
- 帰ってきたベタドラマ（2009年、BeeTV） くりぃむしちゅーのたりらリラ〜ンで誕生した企画を復活させた番組
- リコレイのB→A〜垢抜けたら自分を好きになった〜（2021年、Paravi）

### YouTube
- 石田桃香ちゃんももチューブ